# Solomo Sirillo
Solomo Sirillo (* im 15. Jahrhundert in Spanien; † 1558 in Jerusalem) war ein spanischer Rabbiner und Talmudkommentator.
Nach der Vertreibung der Juden aus Spanien zog Sirillo vorerst nach Adrianopolis und Thessaloniki. Später übersiedelte er nach Palästina und ließ sich in Safed und danach in Jerusalem nieder. Er trat besonders als Kommentator des Jerusalemer Talmuds hervor. Er vollendete um 1530 eine erste Version des Kommentars zu Seraʿim und Scheqalim. Das Manuskript gilt als ältester vollständig erhaltener Kommentar zum Jerusalemer Talmud.